# Заречный Челутай
Заре́чный Челута́й (бур. Шулуута гол саана) — село в муниципальном районе «Агинский район» Агинского Бурятского округа в Забайкальском крае России. Входит в состав сельского поселения «Челутай».

## География
Находится на севере района, на правом берегу реки Цаган-Челутай (Челутай, левый приток Аги), отделяющей его от соседнего села Челутай (откуда и название), центра сельского поселения. В 23 км к юго-востоку находится окружной и районный центр — пгт Агинское .
Климат
Климат характеризуется как резко континентальный засушливый. Абсолютный минимум температуры воздуха самого холодного месяца (января) составляет −56 °C; абсолютный максимум самого тёплого месяца (июля) — 38 °C. Среднегодовое количество атмосферных осадков составляет 250—380 мм.

## История
Образовано в 2013 году.
Образование и именование населённого пункта проходило согласно следующим законодательным актам: Закон Забайкальского края от 25.12.2013 г. № 922-ЗЗК; Постановление Законодательного Собрания Забайкальского края от 18.12.2013 № 254; Распоряжение Правительства РФ от 01.03.2016 № 350-р.

## Население
| 2021 |
| ---- |
| 0    |

## Инфраструктура
Экономика
Основа — сельское хозяйство.
Социальные объекты
Находятся в соседнем селе Челутай. Среди них:
Общеобразовательная средняя школа, филиал Агинской школы искусств, детский сад, фельдшерско-акушерский пункт.

## Транспорт
К соседнему селу идёт гравийно-щебеночная дорога регионального значения «Подъезд к н.п. Челутай» протяженностью в 11 км.